# Centruroides pococki
Espèce
Centruroides pococki est une espèce de scorpions de la famille des Buthidae.

## Distribution
Cette espèce est endémique des Petites Antilles. Elle se rencontre en Guadeloupe, à Montserrat, à Niévès, à Saint-Christophe et à la Dominique.

## Description
Le mâle holotype mesure 71,0 mm et la femelle paratype 67,7 mm.

## Étymologie
Cette espèce est nommée en l'honneur de Reginald Innes Pocock.

## Publication originale
- Sissom & Francke, 1983 : « Redescription of Centruroides testaceus (Degeer) and description of a new species from the Lesser Antilles (Scorpiones: Buthidae). » Occasional Papers Museum of Texas Tech University, no 88, p. 1-15 (texte intégral).